# 721 a.C.
Il 721 a.C. (DCCXXI a.C. in numeri romani) è un anno  dell'VIII secolo a.C.

## Eventi
- Sale al trono Sargon II e durante il suo regno l'impero assiro raggiunge la massima potenza.